# Klein- of Nieuw-Ferdinanduspolder

De Klein- of Nieuw-Ferdinanduspolder is een polder ten westen van Heikant, die behoort tot de Sint Jansteen-, Wildelanden- en Ferdinanduspolders, in de Nederlandse provincie Zeeland. 
Het gebied, bekendstaande als Ferdinanduspolder, was een oude polder, die echter te lijden had van overstromingen en inundaties. Deze werden gevolgd door herdijkingen. In 1714 werd de Groot- of Oud-Ferdinanduspolder ingedijkt, die slechts een (zij het groot) deel van de oorspronkelijke polder omvatte. Er bestond namelijk een conflict tussen de Staten-Generaal, die over de Generaliteitslanden ging, en de Staten van Zeeland, die het aangrenzende Land van Axel bestuurden.
Pas in 1776 werd het laatste deel van de Ferdinanduspolder ingedijkt: de Klein- of Nieuw-Ferdinanduspolder. De polder meet 103 ha.
In 1784 volgde een hernieuwde inundatie, ditmaal om de Franse opmars te verhinderen. In 1787 volgde de definitieve herdijking.